# Musa Shafiq
Mohammad Musa Shafiq, född 1932, död 1979 (avrättad), afghansk politiker. Shafiq var utrikesminister från 1971 och premiärminister från december 1972. Han avsattes från båda dessa uppdrag när kung Zahir Shah, som då befann sig i exil, störtades den 17 juli 1973 i en kupp organiserad av Khalq och stödd av Sovjet, där Daoud Khan gjordes till president. Han överlevde under Daouds styre, men arresterades och avrättades senare tillsammans med många andra icke-kommunistiska politiker, efter 1978 års kommunistiska statskupp, den så kallade aprilrevolutionen.